# 中前勇児
中前 勇児（なかまえ ゆうじ、1978年6月22日 - ）は、日本のテレビドラマ演出家およびディレクター。
オフィスクレッシェンド所属からフリーのディレクターへ。

## 略歴
石川県出身、中学から島根県で育つ。島根県大田市仁摩町の島根県立邇摩高等学校卒業。
TBSの日曜劇場『佐々木夫妻の仁義なき戦い』でドラマ初監督。
2013年、映画『サンゴレンジャー』で、らら横浜映画祭、第16回小津安二郎記念蓼科高原映画祭上映される。
2015年、『天皇の料理番』で第85回ザテレビジョンドラマアカデミー賞監督賞を受賞。
2021年10月、京都国際映画祭にて峯岸みなみ主演の『終わりが始まり』がワールドプレミアで出品される。
2022年4月、第14回沖縄国際映画祭で馬場ふみか主演の『てぃだ』が特別招待作品として招待。
2024年4月、第16回沖縄国際映画祭で剛力彩芽主演で『私が俺の人生!?』ワールドプレミア作品として出品。
2024年10月、北海道国際映画祭に『49日の真実』特別招待作品として招待される。
2025年7月4日〜６日、宮古島チャリティ国際映画祭に『49日の真実』ノミネート、そして【最優秀監督賞】を受賞する。

## エピソード
2022年公開の映画『ウラギリ』の舞台あいさつにおいて、以前までは非喫煙者であった岡田結実と齊藤英里（いずれも撮影終了以降、禁煙中である。）が、中前監督の強い意向で本物のタバコを吸う演技をすることになったエピソードを語った。この件が報道されると、ネット上では非喫煙者の役者にニコチン・タール他が含まれている本物のタバコを吸わせた中前監督に対する批判が殺到。「子どもに無煙環境を」推進協議会も、タバコの強い依存症や健康への害について言及したうえで、中前監督に再発防止を求める声明を発表した。

## 制作ラインナップ

### 縦型ドラマ
- サイコウさんはサイコウです！（2024年主演・秋元真夏　BUMP）
- ドッペルマリッジ（2025年主演・入山杏奈　ytb）
- ズバッと派遣!姫華（2025年主演・HIMEKA  PROTX）

### 映画
- サンゴレンジャー (2013年主演・青柳翔※第１６回蓼科高原映画祭出品作、らら横浜映画祭出品作）
- ガキ☆ロック（2014年主演・上遠野太洸）
- 全開の唄（2015年主演・佐野和真）
- サマーソング[6]（2016年主演・吉沢亮）
- 青春ディスカバリーフィルムーなんだって青春編ー（2016年主演・高崎翔太）
- 青春ディスカバリーフィルムーどこだって青春編ー（2018年主演・馬場良馬）
- 終わりが始まり[7]（2021年10月17日、京都国際映画祭ワールドプレミア作品、2022年5月27日劇場公開、トキメディアワークス、根本正勝・峯岸みなみのダブル主演）
- てぃだ　いつか太陽の下を歩きたい [8]（2022年主演・馬場ふみか※沖縄国際映画祭特別招待作品。2022年9月2日劇場公開）
- ウラギリ[2]（2022年8月公開、岡田結実主演）
- それぞれの花（2022年11月公開、主演・尾上寛之）
- 私が俺の人生（2024年7月19日公開、主演・剛力彩芽※沖縄国際映画祭特別招待作品）
- 49日の真実（2024年10月12日北海道国際映画祭ワールドプレミア作品、2025年7月18日公開）

### ドラマ
プロデュース
- 集団左遷!!（2019年、※初プロデュース）

監督
- スカイキャッスル（2024年7月クール、テレビ朝日）
- 肝臓を奪われた妻（2024年4月クール、日本テレビ※チーフ演出として）
- 今日からヒットマン（2023年10月クール、テレビ朝日）
- 癒やしのお隣さんには秘密がある（2023年7月クール、日本テレビ※チーフ演出として）
- ハマる男に蹴りたい女（2023年1月クール、テレビ朝日）
- ボーイフレンド降臨!（2022年、テレビ朝日）
- 俺の可愛いはもうすぐ消費期限!?（2022年、テレビ朝日）
- 「今日と明日の狭間の日々」（2021年7月10日配信スタート主演・馬場龍馬※チーフ演出として）
- 「ドクターX」スピンオフドラマ「ドクターエッグス〜研修医・蟻原涼平」（2021年10月前編・後編）
- スイートリベンジ[9]（2021年FOD主演・夏菜※チーフ演出として）
- 七人の秘書 TELASAオリジナルスピンオフドラマ（2020年10月クール、主演・木村文乃）
- セイレーンの懺悔（2020年10月18日、WOWOW「ドラマW」※チーフ演出として）
- アリバイ崩し承ります 第6話（2020年3月7日、テレビ朝日）
- トップリーグ（2019年、WOWOW「ドラマW」主演・玉山鉄二）
- 義母と娘のブルース （2018年、TBS）
- ガキ☆ロック（2017年、Amazonプライムビデオ全12話、※チーフ演出として）
- AKBラブナイト 恋工場（2016年、テレビ朝日、※チーフ演出として）
  - 第1話「初めての朝」出演：柏木由紀
  - 2話「禁断のイタズラ」出演：白間美瑠
  - 4話「ハツカレ」出演：田島芽瑠
  - 5話「焼き肉デート」出演：北原里英
  - 29話「ぐるぐるカーテン」出演：宮脇咲良
  - 第32話「きっとまた君に恋をする」出演：松岡菜摘
- 銀と金（2017年、テレビ東京）[10]（2017年TX）
- コック警部の晩餐会（2016年10月 TBS、※チーフ演出として）
- 天皇の料理番（2015年TBS）
- とんび (小説)（2013年TBS）
- ビギナーズ!（2012年TBS）
- ハンマーセッション!（2010年TBS）
- ROOKIES（2008年TBS）
- 佐々木夫妻の仁義なき戦い（2008年TBS）

監督補・助監督
- 美少女日記（2000年、テレビ東京）

### 単発ドラマ・SPドラマ
監督
- 警視庁南平班〜七人の刑事〜シリーズ（TBS、主演・村上弘明）
- 新・示談交渉人 裏ファイル〜シリーズ（TBS、主演・高畑淳子）
- 街占師 〜北白川晶子の事件占い〜（テレビ東京、主演・高畑淳子）
- 特命おばさん検事! 花村絢乃の事件ファイル〜シリーズ（テレビ東京、主演・麻生祐未）
- カメラマン亜愛一郎の迷宮推理（テレビ東京、主演・市川猿之助）
- ツインズ〜早乙女兄弟の推理日誌〜（TBS、主演・小日向文世）
- 信濃のコロンボ〜シリーズ（TBS、主演・寺脇康文）
- 岡部警部シリーズ（2017年TBS、主演・高橋克典）
- 森村誠一サスペンス 流氷の夜会（CX、主演・伊藤蘭）
- トクチョウの女（2017年CX、主演・名取裕子）
- 湊かなえサスペンス『望郷』「海の星」（2016年9月28日、テレビ東京、主演・伊藤淳史）
- Xmasミステリー特別企画　ホテル警備隊 田辺素直（2017年テレビ東京、主演・田辺誠一）
- ドラマ特別企画　松本清張「花実のない森」（2017年テレビ東京、主演・東山紀之）
- 特殊犯罪課・花島渉（2017年テレビ朝日、主演・内藤剛志）
- 食い逃げキラー（2018年3月21日WOWOW「ドラマW」主演・青柳翔）

演出補・プロデューサー補
- ひと夏のパパへ（2003年TBS）
- 逃亡者 RUNAWAY（2004年TBS）
- 白夜行（2006年TBS）
- セーラー服と機関銃 (2006年TBS版)
- 華麗なる一族 (2007年のテレビドラマ)
- パパとムスメの7日間（2007年TBS）
- JIN-仁-（2009年・2011年TBS）

### 舞台・演出作品
- 呪いの万華鏡～図地反転～主演・志保/真崎かれん（2018年12月20日 - 24日・中野HOPE）
- 呪いの49日～表と裏～主演・美生/小倉優香（2018年12月19日 - 23日・中野テレプシコール）

## 受賞歴
- 第85回ザテレビジョンドラマアカデミー賞 監督賞（『天皇の料理番』、2015年）[11]
- 2019年日本民間放送連盟賞・テレビドラマ番組部門優秀賞（『義母と娘のブルース』、2018年）[12]
- 第４回宮古島チャリティ国際映画祭[13]・最優秀監督賞（49日の真実）